# Cristian Hera
Cristian Ioan D. Hera (n. 18 decembrie 1933, Ploiești, România) este un inginer agronom român, membru titular (2004) al Academiei Române. Din ianuarie 2018, pe un termen de trei luni, a fost președinte interimar al Academiei Române, ca urmare a decesului fostului președinte Ionel Valentin Vlad.
A fost numit al 4-lea președinte al CIEC (Centrul Științific Internațional pentru Îngrășăminte) în perioada 1996-2010, iar din 2010 președinte de onoare al CIEC 

## Biografie

### Copilărie și educație
Cristian Ioan Hera s-a născut la 18 decembrie 1933, în Ploiești, ca fiu al învățătorilor Dumitru și Maria Hera din satul Bătești, comuna Brazi, județul Prahova. A urmat școala primară în satul natal între anii 1940-1944. În perioada 1944-1948 a fost elev al liceului "Sfinții Petru și Pavel" din Ploiești (cursul inferior), iar între 1948-1952 a urmat cursul superior la Liceul "Sfântul Gheorghe" din București, unde a absolvit cu examen de bacalaureat.
În 1952 a promovat examenul de admitere la Facultatea de Agricultură a Institutului Agronomic "N. Bălcescu" din București. Datorită rezultatelor excelente din primul an de studiu, a fost selecționat în grupul de studenți trimiși la studii în străinătate, la Facultatea de Agrochimie și Pedologie a Academiei "K.A. Timiriazev" din Moscova, unde a obținut diploma de inginer agronom, specialitatea Agrochimie, în 1957, cu recomandarea de a lucra în cercetare.
Și-a continuat perfecționarea profesională prin numeroase stagii și vizite de studii:
- 1958: Studii postuniversitare la Institutul de Nutriția Plantelor Halle și Institutul de Îngrășăminte Minerale din Leipzig, Germania Democrată
- 1962: Stagiu la Institutul Național de Cercetări Agricole al Franței (INRA)
- 1965: Stagii de studii la Universitatea Urbana-Illinois, Universitatea Raleigh Carolina de Nord și Institutul de Știința Solului - Ottawa
- 1969: Obținerea titlului de Doctor în Agronomie cu teza "Influența diferitelor sortimente de îngrășăminte cu azot asupra transformărilor chimice din sol și plante și asupra producțiilor realizate la principalele culturi de câmp", sub îndrumarea profesorului D. Davidescu
- 1986: Vizite de documentare științifică în Noua Zeelandă și Australia
- 1990: Vizite de documentare științifică în Japonia și China

### Carieră profesională
Cariera profesională a lui Cristian Hera a început în 1957, când a fost încadrat ca cercetător stagiar în Laboratorul de Chimia Solului, condus de profesorul D. Davidescu și dr. Gh. Pavlovschi, în cadrul Secției de agrotehnică a ICAR, coordonată de academicianul Amilcar Vasiliu.
După înființarea Institutului de Cercetări pentru Cereale și Plante Tehnice (ICCPT) Fundulea în 1962, a fost angajat aici, unde a parcurs toate etapele de funcții profesionale:
- Șef de laborator (1965-1969)
- Șef de secție (1969-1970)
- Director științific (1970-1981)
- Director general (1982-1991)

În paralel cu activitatea de cercetare, a fost asistent și șef de lucrări la catedra de agrochimie a academicianului David Davidescu la Institutul Agronomic "N. Bălcescu" București (1957-1968), profesor universitar asociat (1990-1991) și profesor universitar cumulard. Din 1999 a fost profesor universitar consultant, păstrând calitatea de îndrumător de doctorat, pe care o deținea din 1974.
În 1991, a obținut prin concurs un post pentru activitate internațională la Agenția Internațională pentru Energie Atomică (AIEA), cu sediul la Viena, unde a fost șef al "Secției de fertilitate a solului, nutriția plantelor, irigații și producție vegetală" (1991-1997). În această calitate, a coordonat opt programe de cercetare asupra utilizării tehnicilor nucleare, cu participarea a 104 instituții de cercetare sau universități din întreaga lume, precum și 68 de programe pentru asistență tehnică acordată țărilor în curs de dezvoltare.

### Familie
Din documentele disponibile nu se cunosc detalii despre familia lui Cristian Hera.

## Activitate științifică
Activitatea științifică a lui Cristian Hera s-a concentrat pe domeniul agrochimiei, cu accent pe studiul fertilității solului, nutriția plantelor și utilizarea rațională a îngrășămintelor. În aproape 50 de ani de activitate, a publicat peste 240 de lucrări științifice, 15 tratate și monografii, și a coordonat numeroase programe de cercetare.
Principalele direcții de cercetare au fost:
Perfecționarea metodelor de analiză a solului și elaborarea bazelor teoretice pentru stabilirea necesarului de îngrășăminte
- A dezvoltat metode de apreciere a stării de fertilitate a solului
- A elaborat principii de optimizare agrochimică a sistemului sol-plantă
- A studiat adsorbția ca mijloc de cercetare analitică
- A analizat evoluția indicilor calitativi și cantitativi ai substanței organice din sol

Lucrări reprezentative în acest domeniu:
- "Metode de apreciere a stării de fertilitate a solului în vederea folosirii raționale a îngrășămintelor" (1973, cu Z. Borlan)
- "Optimizarea agrochimică a sistemului sol-plantă" (1984, cu Z. Borlan)
- "Fenomenul de adsorbție ca mijloc de cercetare analitică" (1956, cu Gh. Pavloschi)

Introducerea metodelor moderne de prelucrare a datelor și de stabilire a necesarului de îngrășăminte
- A elaborat ghiduri pentru alcătuirea planurilor de fertilizare
- A dezvoltat metode pentru interpretarea rezultatelor din experiențele cu îngrășăminte
- A creat algoritmi de programare pentru necesarul de îngrășăminte și amendamente
- A analizat aspectele economice ale utilizării îngrășămintelor

Lucrări reprezentative:
- "Ghid pentru alcătuirea planurilor de fertilizare" (1980, cu Z. Borlan)
- "Optimizarea sistemului de cultură a plantelor în unitățile agricole" (1983)
- "Contribuții la metodica interpretării rezultatelor din experiențele cu îngrășăminte (metoda suprafețelor de răspuns)" (1971)

Studiul transformărilor chimice în sistemul sol-plantă
- A analizat procesele de absorbție și metabolizare a azotului provenit din sol și îngrășăminte
- A cercetat distribuția sulfaților ușor solubili în solurile din România
- A studiat levigarea azotului în solurile din România
- A investigat modificarea indicilor agrochimici ai solurilor în urma fertilizării
- A analizat dinamica pierderii calciului din solurile calcanizate

Lucrări reprezentative:
- "Cercetări privind absorbția și metabolizarea azotului provenit din sol și din îngrășământ (cu 15N marcat) la plantele de porumb tratate cu atraxin" (1973)
- "Distribuția sulfaților ușor solubili în soluri zonale cu folosință agricolă din România" (1974)
- "La lesivage de l'azote dans la sole de Roumanie" (1981)

Studiul îngrășămintelor lichide cu azot
- A testat amoniacul anhidru și soluțiile cu azot (apele amoniacale și carboamoniacați)
- A determinat efectul acestor îngrășăminte asupra culturilor de câmp
- A analizat transformările chimice din sol după aplicarea îngrășămintelor lichide amoniacale

Organizarea experiențelor de lungă durată cu îngrășăminte
- A inițiat și coordonat, începând din 1966, un sistem unitar de experimente de lungă durată cu îngrășăminte la nivel național
- A studiat acumularea fosforului în sol în urma fertilizării de lungă durată
- A analizat efectul remanent al îngrășămintelor
- A investigat rolul fertilizării echilibrate asupra fertilității solului

Utilizarea tehnicilor nucleare în agricultură
- A introdus, începând din 1963, tehnica de lucru cu izotopi stabili și radioactivi în cercetarea agrochimică din România
- A dezvoltat metode pentru determinarea coeficientului de utilizare a elementelor nutritive de către plante
- A formulat expresii originale pentru estimarea nivelului de radioactivitate și a necesarului de azot
- A studiat absorbția și metabolizarea elementelor nutritive la diverse culturi
- A analizat levigarea azotului pe profilul de sol
- A cercetat fixarea biologică a azotului în sol

Lucrări reprezentative:
- "Tehnici nucleare în agricultură" (1984)
- "Studiul eficienței îngrășămintelor de utilizare prin folosirea 15N, 32P" (1969)
- "Genetic aspects of Plant mineral nutrition" - Martinus Nijhoff Publishers (1987)
- "Contribution of nuclear techniques to the assessment of nutrient availability for crops" - FAO ROME (1993)

## Lucrări
Cristian Hera a publicat peste 240 de lucrări științifice și 15 tratate și monografii, dintre care cele mai importante sunt:
Tratate și monografii:
- "Metode de apreciere a stării de fertilitate a solului în vederea folosirii raționale a îngrășămintelor" (cu Z. Borlan), 487 pagini, Editura Ceres, București, 1973
- "Ghid pentru alcătuirea planurilor de fertilizare", 342 pagini, Editura Ceres, București, 1980 (cu Z. Borlan)
- "Tabele monograme agrochimice", 176 pagini, Editura Ceres, București, 1982
- "Tehnici nucleare în agricultură", 302 pagini, Editura Științifică Enciclopedică, 1984
- "Asigurarea azotului necesar culturilor agricole", 283 pagini, Editura Ceres, București, 1984
- "Optimizarea agrochimică a sistemului sol-plantă", 271 pagini, Editura Academiei Române, 1984 (cu Z. Borlan)
- "Mica enciclopedie agricolă", 597 pagini, Editura Didactică și Pedagogică, 1988 (cu Gh. Bălteanu ș.a.)
- "Cultura florii-soarelui", 202 pagini, Editura Ceres, 1989 (cu Gh. Sin, I. Toncea)
- "Fertilitatea și fertilizarea solurilor (Compendiu de agrochimie)", 322 pagini, Editura Ceres, București, 1990 (cu Z. Borlan ș.a.)
- "Agrochimia fosforului", 232 pagini, Editura Ceres, București (cu Z. Borlan, O. Bunescu)

Articole științifice reprezentative:
- "Contribuții la studiul condițiilor de fixare a azotului amoniacal în sol, în vederea controlului încorporării", Revista de chimie nr. 5, București, 1959 (cu Gh. Pavloschi)
- "L'etude des changement chimique dans la sisteme sol-plante, a la suite de l'incorporation des diferentes homes d'engrosais azotes", 8th World Congress of soil science, București, IV, 1960
- "Determinarea eficienței îngrășămintelor cu azot la cultura porumbului prin folosirea 15N", Analele ICCPT Fundulea XXXII B, 1966
- "Estimarea necesarului de radioactivitate din îngrășăminte marcate în experiențele de câmp", ICCPT Fundulea, XXXV B, 1967 (cu G. Șuteu)
- "Determination of the utilization coeffiecient of nitrogen fertilises by maize", Știința Solului, București VI, 1968
- "Effect of fertiliser on protein production using 15N", FAO/IAEA Symposion on plant protein Resources, Vienna, 1970
- "Fertilizarea fosfatică a solurilor și fertilizarea cu fosfor", Analele ICCPT Fundulea XXX B, 1973
- "Unele aspecte privind fertilizarea cu azot și fosfor la grâu și porumb", Analele ICCPT Fundulea XXXIX B, 1973
- "Experimental results concerning fertilizer application to sunflower in Romania", Proc. Sixth. Int. Conf. Bucharest, 1974
- "Utilizarea îngrășămintelor foliare în fertilizarea culturilor de câmp", Probleme de agrotehnică teoretică și aplicată, București, IV, 1982
- "The role of isotopes in fertilizer studies", Proceedings of the International Conference on fertiliser usage in the suffries, Kuala Lumpur, 1992

## Funcții și recunoaștere internațională
Cristian Hera a avut o carieră internațională remarcabilă, ocupând funcții importante în organizații științifice de prestigiu:
- Expert al Agenției Internaționale de Energia Atomică (AIEA) la Institutul de Cercetări pentru Fertilitatea Solului și Utilizarea Îngrășămintelor din Ankara (1968-1991)
- Șef al "Secției de fertilitate a solului, nutriția plantelor, irigații și producție vegetală" la AIEA, Viena (1991-1997)
- Președinte al Comisiei IV - "Fertilitatea solului și nutriția plantelor" la Congresele al X-lea și al XI-lea de Știința Solului de la Moscova și Edmonton
- Membru al comitetului executiv al "Centrului Științific Internațional pentru Îngrășăminte" (CIEC) (1986-1996)
- Președinte al "Centrului Internațional pentru Îngrășăminte" (CIEC) (1996-2010)
- Redactor șef al revistei "Soils Newsletter" Viena a AIEA (1991-1997)
- Membru în Comitetul de redacție al revistei "Journal of Crop Production" New York, SUA (din 1997)

## Distincții
- Ordinul „Meritul Agricol” clasa a II-a (7 mai 1981) „pentru rezultatele obținute în îndeplinirea cincinalului 1976–1980, pentru contribuția deosebită adusă la înfăptuirea politicii Partidului Comunist Român de făurire a societății socialiste multilateral dezvoltate în patria noastră, cu prilejul aniversării a 60 de ani de la făurirea Partidului Comunist Român”[5]

Titluri onorifice:
- Doctor Honoris Causa al Universității de Științe Agricole și Medicină Veterinară Cluj
- Doctor Honoris Causa al Universității "Biotera" București
- Doctor Honoris Causa al Universității "Al. I. Cuza" Iași
- Profesor de Onoare la Institutul Pentru Aplicațiile Energiei Atomice din China (1995)
- Membru de Onoare al Societății de Știința Solului din Turcia (1992)

Premii și ordine:
- Laureat al Academiei Române, Premiul "Ion Ionescu de la Brad" (1972)
- Ordinul "Meritul Științific" clasa I (1997)
- Ordinul „Meritul Agricol" clasa a II-a (7 mai 1981) „pentru rezultatele obținute în îndeplinirea cincinalului 1976–1980, pentru contribuția deosebită adusă la înfăptuirea politicii Partidului Comunist Român de făurire a societății socialiste multilateral dezvoltate în patria noastră, cu prilejul aniversării a 60 de ani de la făurirea Partidului Comunist Român"[6]